# Çağlar Söyüncü
Çağlar Söyüncü (Smirne, 23 maggio 1996) è un calciatore turco, difensore del Fenerbahçe e della nazionale turca.

## Caratteristiche tecniche
Di ruolo difensore centrale, è bravo nella gestione del pallone, anche sotto pressione. Forte fisicamente, la sua capacità nel leggere le traiettorie dei palloni avversari lo rende bravo in fase d'intercetto.

## Carriera

### Club

#### Gli inizi, Altınordu

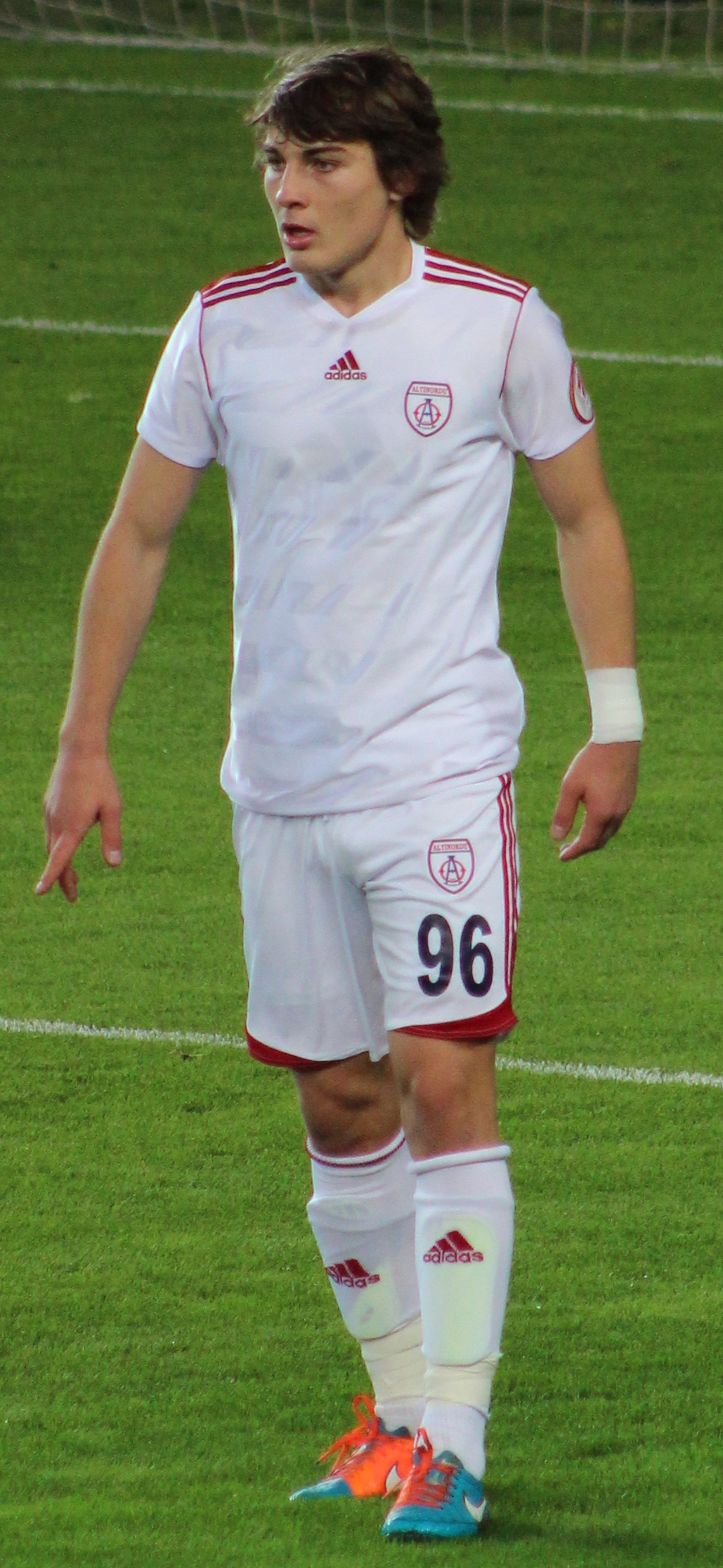
Söyüncü con la maglia dell'Altınordu nel 2014

Cresciuto calcisticamente nelle giovanili del Bucaspor, nel 2014 passa all'Altınordu dove viene aggregato fin da subito in prima squadra. L'esordio arriva il 24 settembre, dello stesso anno, nel 2º turno della Coppa di Turchia nella vittoria, per 2-0, contro il Menemen Belediyespor. Il 28 dicembre successivo disputa anche la sua prima partita nella seconda divisione turca in occasione della partita casalinga vinta, per 1-0, contro il Manisaspor. Conclude la sua prima stagione con un totale di 10 partite giocate.
Nella stagione successiva, a soli 19 anni, diviene titolare inamovibile della sua squadra. A fine stagione totalizza 30 presenze e 2 reti e soprattutto l'interesse dei maggiori club turchi ed europei.

#### Friburgo
Il 24 maggio 2016 viene acquistato dalla società tedesca del Friburgo per una cifra vicina ai 2,5 milioni di euro. L'esordio arriva il 20 agosto successivo in occasione del 1º turno di Coppa di Germania vinto, per 0-4, contro il Babelsberg. Otto giorni più tardi arriva anche l'esordio in Bundesliga in occasione della trasferta persa, per 2-1, contro l'Hertha Berlino. Conclude la sua prima stagione in Germania con un bottino di 25 presenze.
Il 27 luglio 2017 disputa il suo primo match internazionale in occasione del terzo turno preliminare di Europa League vinto, per 1-0, contro gli sloveni del Domžale. Il 1º ottobre successivo mette a segno la sua prima rete con la maglia del Friburgo, in occasione della vittoria casalinga, per 3-2, contro l'Hoffenheim andando a siglare il momentaneo 2-1. Conclude la stagione con 30 presenze e 1 rete.

#### Leicester City e Atlético Madrid
Il 9 agosto 2018 passa al Leicester City per 21 milioni di euro firmando un quinquennale. Ha esordito con le Foxes il 27 ottobre 2018, debuttando in Premier League contro il West Ham Utd. Dopo avere giocato poco il primo anno, nella stagione 2019-2020 Söyüncü ottiene più minutaggio in quanto l'allenatore Brendan Rodgers lo sceglie per rimpiazzare Harry Maguire, trasferitosi nel frattempo al Manchester United.
Il 5 giugno 2023 viene annunciato che non avrebbe rinnovato il proprio contratto in scadenza con il club.
Il 5 luglio viene ufficializzato il suo passaggio all'Atlético Madrid da svincolato, firmando un contratto quadriennale, valido fino al 30 giugno 2027.

#### Fenerbahçe
Non riuscendo ad affermarsi in Spagna, il 29 gennaio 2024 passa in prestito al Fenerbahçe fino al termine della stagione, tornando in Turchia dopo 8 anni dall'ultima volta.
Il 1º luglio 2024 viene ufficializzato il suo trasferimento a titolo definitivo al Fenerbahce per 8 milioni di euro, sottoscrivendo un contratto di 3 anni con opzione per un'ulteriore stagione.

### Nazionale
Dopo avere giocato nelle selezioni giovanili turche, nel novembre del 2015 viene convocato da Fatih Terim per vestire la maglia della nazionale turca al posto dell'infortunato Serdar Aziz. Il 17 novembre 2015 è tra le riserve della partita amichevole tra Turchia e Grecia ma non riesce ad ottenere l'esordio con la maglia della nazionale maggiore turca. L'esordio in nazionale arriva il 24 marzo 2016 in occasione dell'amichevole casalinga vinta, per 2-1, contro la Svezia dove sostituisce Ozan Tufan nei minuti finali.
Dal 2017 si afferma come titolare della selezione turca, e il 1º giugno 2018 mette a segno il suo primo gol con la maglia della nazionale, in occasione dell'amichevole pareggiata, per 2-2, contro la Tunisia.
Nel 2021, viene convocato per Euro 2020 (torneo posticipato di un anno a causa della pandemia di COVID-19), in cui disputa tutte e 3 le sfide della sua squadra eliminata al primo turno.
Il 24 maggio 2024, il commissario tecnico della nazionale Vincenzo Montella lo inserisce nella lista dei pre-convocati per Euro 2024, ma a causa di un infortunio è stato costretto a rinunciare alla convocazione.

## Statistiche

### Presenze e reti nei club
Statistiche aggiornate al 4 maggio 2025.
| Stagione              | Squadra               | Campionato            | Campionato | Campionato | Coppe nazionali | Coppe nazionali | Coppe nazionali | Coppe continentali | Coppe continentali | Coppe continentali | Altre coppe | Altre coppe | Altre coppe | Totale | Totale |
| Stagione              | Squadra               | Comp                  | Pres       | Reti       | Comp            | Pres            | Reti            | Comp               | Pres               | Reti               | Comp        | Pres        | Reti        | Pres   | Reti   |
| --------------------- | --------------------- | --------------------- | ---------- | ---------- | --------------- | --------------- | --------------- | ------------------ | ------------------ | ------------------ | ----------- | ----------- | ----------- | ------ | ------ |
| 2014-2015             | Altınordu             | 1L                    | 4          | 0          | TK              | 6               | 0               | -                  | -                  | -                  | -           | -           | -           | 10     | 0      |
| 2015-2016             | Altınordu             | 1L                    | 30         | 2          | TK              | 0               | 0               | -                  | -                  | -                  | -           | -           | -           | 30     | 2      |
| Totale Altınordu      | Totale Altınordu      | Totale Altınordu      | 34         | 2          |                 | 6               | 0               |                    | -                  | -                  |             | -           | -           | 40     | 2      |
| 2016-2017             | Friburgo              | BL                    | 24         | 0          | CG              | 1               | 0               | -                  | -                  | -                  | -           | -           | -           | 25     | 0      |
| 2017-2018             | Friburgo              | BL                    | 26         | 1          | CG              | 2               | 0               | UEL                | 2                  | 0                  | -           | -           | -           | 30     | 1      |
| Totale Friburgo       | Totale Friburgo       | Totale Friburgo       | 50         | 1          |                 | 3               | 0               |                    | 2                  | 0                  |             | -           | -           | 55     | 1      |
| 2018-2019             | Leicester City        | PL                    | 6          | 0          | FACup+CdL       | 0+2             | 0               | -                  | -                  | -                  | -           | -           | -           | 8      | 0      |
| 2019-2020             | Leicester City        | PL                    | 34         | 1          | FACup+CdL       | 4+4             | 0               | -                  | -                  | -                  | -           | -           | -           | 42     | 1      |
| 2020-2021             | Leicester City        | PL                    | 23         | 1          | FACup+CdL       | 6+0             | 0               | UEL                | 3                  | 0                  | -           | -           | -           | 32     | 1      |
| 2021-2022             | Leicester City        | PL                    | 28         | 1          | FACup+CdL       | 1+3             | 0               | UEL+UECL           | 6+2                | 0                  | CS          | 1           | 0           | 41     | 1      |
| 2022-2023             | Leicester City        | PL                    | 7          | 1          | FACup+CdL       | 1+1             | 0               | -                  | -                  | -                  | -           | -           | -           | 9      | 1      |
| Totale Leicester City | Totale Leicester City | Totale Leicester City | 98         | 4          |                 | 22              | 0               |                    | 11                 | 0                  |             | 1           | 0           | 132    | 4      |
| 2023-gen. 2024        | Atlético Madrid       | PD                    | 6          | 0          | CR              | 1               | 0               | UCL                | 2                  | 0                  | SS          | 0           | 0           | 9      | 0      |
| gen.-giu. 2024        | Fenerbahçe            | SL                    | 12         | 2          | TK              | 1               | 0               | UECL               | 3                  | 0                  | ST          | 0           | 0           | 16     | 2      |
| 2024-2025             | Fenerbahçe            | SL                    | 24         | 1          | TK              | 4               | 0               | UCL+UEL            | 4+7                | 0+1                | -           | -           | -           | 39     | 2      |
| Totale Fenerbahçe     | Totale Fenerbahçe     | Totale Fenerbahçe     | 36         | 3          |                 | 5               | 0               |                    | 14                 | 1                  |             | -           | -           | 55     | 4      |
| Totale carriera       | Totale carriera       | Totale carriera       | 224        | 10         |                 | 37              | 0               |                    | 29                 | 1                  |             | 1           | 0           | 288    | 11     |

### Cronologia presenze e reti in nazionale
| Cronologia completa delle presenze e delle reti in nazionale ― Turchia | Cronologia completa delle presenze e delle reti in nazionale ― Turchia | Cronologia completa delle presenze e delle reti in nazionale ― Turchia | Cronologia completa delle presenze e delle reti in nazionale ― Turchia | Cronologia completa delle presenze e delle reti in nazionale ― Turchia | Cronologia completa delle presenze e delle reti in nazionale ― Turchia | Cronologia completa delle presenze e delle reti in nazionale ― Turchia | Cronologia completa delle presenze e delle reti in nazionale ― Turchia |
| Data                                                                   | Città                                                                  | In casa                                                                | Risultato                                                              | Ospiti                                                                 | Competizione                                                           | Reti                                                                   | Note                                                                   |
| ---------------------------------------------------------------------- | ---------------------------------------------------------------------- | ---------------------------------------------------------------------- | ---------------------------------------------------------------------- | ---------------------------------------------------------------------- | ---------------------------------------------------------------------- | ---------------------------------------------------------------------- | ---------------------------------------------------------------------- |
| 24-3-2016                                                              | Adalia                                                                 | Turchia                                                                | 2 – 1                                                                  | Svezia                                                                 | Amichevole                                                             | -                                                                      | 90+4’                                                                  |
| 31-8-2016                                                              | Adalia                                                                 | Turchia                                                                | 0 – 0                                                                  | Russia                                                                 | Amichevole                                                             | -                                                                      |                                                                        |
| 27-3-2017                                                              | Eskişehir                                                              | Turchia                                                                | 3 – 1                                                                  | Moldavia                                                               | Amichevole                                                             | -                                                                      |                                                                        |
| 5-6-2017                                                               | Skopje                                                                 | Macedonia                                                              | 0 – 0                                                                  | Turchia                                                                | Amichevole                                                             | -                                                                      | 34’                                                                    |
| 11-6-2017                                                              | Scutari                                                                | Kosovo                                                                 | 1 – 4                                                                  | Turchia                                                                | Qual. Mondiali 2018                                                    | -                                                                      |                                                                        |
| 2-9-2017                                                               | Charkiv                                                                | Ucraina                                                                | 2 – 0                                                                  | Turchia                                                                | Qual. Mondiali 2018                                                    | -                                                                      | 73’                                                                    |
| 5-9-2017                                                               | Eskişehir                                                              | Turchia                                                                | 1 – 0                                                                  | Croazia                                                                | Qual. Mondiali 2018                                                    | -                                                                      |                                                                        |
| 6-10-2017                                                              | Eskişehir                                                              | Turchia                                                                | 0 – 3                                                                  | Islanda                                                                | Qual. Mondiali 2018                                                    | -                                                                      | 40’                                                                    |
| 9-10-2017                                                              | Turku                                                                  | Finlandia                                                              | 2 – 2                                                                  | Turchia                                                                | Qual. Mondiali 2018                                                    | -                                                                      |                                                                        |
| 9-11-2017                                                              | Cluj-Napoca                                                            | Romania                                                                | 2 – 0                                                                  | Turchia                                                                | Amichevole                                                             | -                                                                      |                                                                        |
| 13-11-2017                                                             | Adalia                                                                 | Turchia                                                                | 2 – 3                                                                  | Albania                                                                | Amichevole                                                             | -                                                                      | 90+2’                                                                  |
| 23-3-2018                                                              | Adalia                                                                 | Turchia                                                                | 1 – 0                                                                  | Irlanda                                                                | Amichevole                                                             | -                                                                      | 90’                                                                    |
| 27-3-2018                                                              | Podgorica                                                              | Montenegro                                                             | 2 – 2                                                                  | Turchia                                                                | Amichevole                                                             | -                                                                      |                                                                        |
| 28-5-2018                                                              | Istanbul                                                               | Turchia                                                                | 2 – 1                                                                  | Iran                                                                   | Amichevole                                                             | -                                                                      |                                                                        |
| 1-6-2018                                                               | Carouge                                                                | Tunisia                                                                | 2 – 2                                                                  | Turchia                                                                | Amichevole                                                             | 1                                                                      | 33’                                                                    |
| 5-6-2018                                                               | Mosca                                                                  | Russia                                                                 | 1 – 1                                                                  | Turchia                                                                | Amichevole                                                             | -                                                                      |                                                                        |
| 7-9-2018                                                               | Trebisonda                                                             | Turchia                                                                | 1 – 2                                                                  | Russia                                                                 | UEFA Nations League 2018-2019 - 1º turno                               | -                                                                      |                                                                        |
| 10-9-2018                                                              | Solna                                                                  | Svezia                                                                 | 2 – 3                                                                  | Turchia                                                                | UEFA Nations League 2018-2019 - 1º turno                               | -                                                                      |                                                                        |
| 11-10-2018                                                             | Rize                                                                   | Turchia                                                                | 0 – 0                                                                  | Bosnia ed Erzegovina                                                   | Amichevole                                                             | -                                                                      |                                                                        |
| 14-10-2018                                                             | Soči                                                                   | Russia                                                                 | 2 – 0                                                                  | Turchia                                                                | UEFA Nations League 2018-2019 - 1º turno                               | -                                                                      |                                                                        |
| 17-11-2018                                                             | Eskişehir                                                              | Turchia                                                                | 0 – 1                                                                  | Svezia                                                                 | UEFA Nations League 2018-2019 - 1º turno                               | -                                                                      |                                                                        |
| 20-11-2018                                                             | Adalia                                                                 | Turchia                                                                | 0 – 0                                                                  | Ucraina                                                                | Amichevole                                                             | -                                                                      |                                                                        |
| 30-5-2019                                                              | Antalya                                                                | Turchia                                                                | 2 – 1                                                                  | Grecia                                                                 | Amichevole                                                             | -                                                                      |                                                                        |
| 2-6-2019                                                               | Alanya                                                                 | Turchia                                                                | 2 – 0                                                                  | Uzbekistan                                                             | Amichevole                                                             | -                                                                      |                                                                        |
| 7-9-2019                                                               | Istanbul                                                               | Turchia                                                                | 1 – 0                                                                  | Andorra                                                                | Qual. Euro 2020                                                        | -                                                                      | 78’                                                                    |
| 11-10-2019                                                             | Istanbul                                                               | Turchia                                                                | 1 – 0                                                                  | Albania                                                                | Qual. Euro 2020                                                        | -                                                                      | 46’                                                                    |
| 14-10-2019                                                             | Saint-Denis                                                            | Francia                                                                | 1 – 1                                                                  | Turchia                                                                | Qual. Euro 2020                                                        | -                                                                      |                                                                        |
| 14-11-2019                                                             | Istanbul                                                               | Turchia                                                                | 0 – 0                                                                  | Islanda                                                                | Qual. Euro 2020                                                        | -                                                                      |                                                                        |
| 3-9-2020                                                               | Sivas                                                                  | Turchia                                                                | 0 – 1                                                                  | Ungheria                                                               | UEFA Nations League 2020-2021 - 1º turno                               | -                                                                      |                                                                        |
| 6-9-2020                                                               | Belgrado                                                               | Serbia                                                                 | 0 – 0                                                                  | Turchia                                                                | UEFA Nations League 2020-2021 - 1º turno                               | -                                                                      |                                                                        |
| 24-3-2021                                                              | Istanbul                                                               | Turchia                                                                | 4 – 2                                                                  | Paesi Bassi                                                            | Qual. Mondiali 2022                                                    | -                                                                      |                                                                        |
| 27-3-2021                                                              | Malaga                                                                 | Norvegia                                                               | 0 – 3                                                                  | Turchia                                                                | Qual. Mondiali 2022                                                    | 1                                                                      |                                                                        |
| 30-3-2021                                                              | Istanbul                                                               | Turchia                                                                | 3 – 3                                                                  | Lettonia                                                               | Qual. Mondiali 2022                                                    | -                                                                      | 55’                                                                    |
| 27-5-2021                                                              | Alanya                                                                 | Turchia                                                                | 2 – 1                                                                  | Azerbaigian                                                            | Amichevole                                                             | -                                                                      |                                                                        |
| 3-6-2021                                                               | Paderborn                                                              | Turchia                                                                | 2 – 0                                                                  | Moldavia                                                               | Amichevole                                                             | -                                                                      | 46’                                                                    |
| 11-6-2021                                                              | Roma                                                                   | Turchia                                                                | 0 – 3                                                                  | Italia                                                                 | Euro 2020 - 1º turno                                                   | -                                                                      | 88’                                                                    |
| 16-6-2021                                                              | Baku                                                                   | Turchia                                                                | 0 – 2                                                                  | Galles                                                                 | Euro 2020 - 1º turno                                                   | -                                                                      |                                                                        |
| 20-6-2021                                                              | Baku                                                                   | Svizzera                                                               | 3 – 1                                                                  | Turchia                                                                | Euro 2020 - 1º turno                                                   | -                                                                      | 76’                                                                    |
| 4-9-2021                                                               | Gibilterra                                                             | Gibilterra                                                             | 0 – 3                                                                  | Turchia                                                                | Qual. Mondiali 2022                                                    | -                                                                      | 81’                                                                    |
| 7-9-2021                                                               | Amsterdam                                                              | Paesi Bassi                                                            | 6 – 1                                                                  | Turchia                                                                | Qual. Mondiali 2022                                                    | -                                                                      | 36’, 44’                                                               |
| 11-10-2021                                                             | Riga                                                                   | Lettonia                                                               | 1 – 2                                                                  | Turchia                                                                | Qual. Mondiali 2022                                                    | -                                                                      |                                                                        |
| 13-11-2021                                                             | Istanbul                                                               | Turchia                                                                | 6 – 0                                                                  | Gibilterra                                                             | Qual. Mondiali 2022                                                    | -                                                                      |                                                                        |
| 16-11-2021                                                             | Podgorica                                                              | Montenegro                                                             | 1 – 2                                                                  | Turchia                                                                | Qual. Mondiali 2022                                                    | -                                                                      |                                                                        |
| 24-3-2022                                                              | Porto                                                                  | Portogallo                                                             | 3 – 1                                                                  | Turchia                                                                | Qual. Mondiali 2022                                                    | -                                                                      |                                                                        |
| 29-3-2022                                                              | Konya                                                                  | Turchia                                                                | 2 – 3                                                                  | Italia                                                                 | Amichevole                                                             | -                                                                      |                                                                        |
| 4-6-2022                                                               | Istanbul                                                               | Turchia                                                                | 4 – 0                                                                  | Fær Øer                                                                | UEFA Nations League 2022-2023 - 1º turno                               | -                                                                      | 25’ 46’                                                                |
| 11-6-2022                                                              | Lussemburgo                                                            | Lussemburgo                                                            | 0 – 2                                                                  | Turchia                                                                | UEFA Nations League 2022-2023 - 1º turno                               | -                                                                      |                                                                        |
| 14-6-2022                                                              | Smirne                                                                 | Turchia                                                                | 2 – 0                                                                  | Lituania                                                               | UEFA Nations League 2022-2023 - 1º turno                               | -                                                                      |                                                                        |
| 22-9-2022                                                              | Istanbul                                                               | Turchia                                                                | 3 – 3                                                                  | Lussemburgo                                                            | UEFA Nations League 2022-2023 - 1º turno                               | -                                                                      | Cap. 46’                                                               |
| 16-11-2022                                                             | Diyarbakır                                                             | Turchia                                                                | 2 – 1                                                                  | Scozia                                                                 | Amichevole                                                             | -                                                                      |                                                                        |
| 19-11-2022                                                             | Gaziantep                                                              | Turchia                                                                | 2 – 1                                                                  | Rep. Ceca                                                              | Amichevole                                                             | -                                                                      | 60’                                                                    |
| 25-3-2023                                                              | Erevan                                                                 | Armenia                                                                | 1 – 2                                                                  | Turchia                                                                | Qual. Euro 2024                                                        | -                                                                      | 38’                                                                    |
| 28-3-2023                                                              | Bursa                                                                  | Turchia                                                                | 0 – 2                                                                  | Croazia                                                                | Qual. Euro 2024                                                        | -                                                                      |                                                                        |
| 8-9-2023                                                               | Eskişehir                                                              | Turchia                                                                | 1 – 1                                                                  | Armenia                                                                | Qual. Euro 2024                                                        | -                                                                      | 79’                                                                    |
| 12-9-2023                                                              | Genk                                                                   | Turchia                                                                | 2 – 4                                                                  | Giappone                                                               | Amichevole                                                             | -                                                                      | Cap. 46’                                                               |
| 6-9-2024                                                               | Cardiff                                                                | Galles                                                                 | 0 – 0                                                                  | Turchia                                                                | UEFA Nations League 2024-2025 - 1º turno                               | -                                                                      | 60’                                                                    |
| 7-6-2025                                                               | East Hartford                                                          | Stati Uniti                                                            | 1 – 2                                                                  | Turchia                                                                | Amichevole                                                             | -                                                                      | cap. 76’                                                               |
| 10-6-2025                                                              | Chapel Hill                                                            | Messico                                                                | 1 – 0                                                                  | Turchia                                                                | Amichevole                                                             | -                                                                      |                                                                        |
| Totale                                                                 |                                                                        | Presenze                                                               | 58                                                                     |                                                                        | Reti                                                                   | 2                                                                      |                                                                        |

## Palmarès

### Club

#### Competizioni nazionali
- Coppa d'Inghilterra: 1

Leicester City: 2020-2021
- Community Shield: 1

Leicester City: 2021